# Rafael Lutiger
Rafael Julián Lutiger Vidalón (Lima, Perú, 3 de julio de 2001) es un futbolista peruano. Juega como defensa central y su equipo actual es Sporting Cristal de la Liga 1 del Perú.

## Trayectoria
Lutiger inició su formación en el Estudiantes de Lima y posteriormente en las divisiones inferiores de Sporting Cristal. Debutó con Sporting Cristal el 23 de junio del 2019 contra Alianza Atlético en la copa Bicentenario. El año siguiente, Rafael fue parte del primer equipo de Sporting Cristal donde se coronó campeón de Liga 1.
En mayo de 2022, Rafael anotó su primer gol con la camiseta celeste, en la victoria 3-2 ante Ayacucho FC.
En febrero de 2024, Rafael se fue cedido al Sport Boys  por un periodo de 1 año, donde juega actualmente.

## Estadísticas

### Clubes
| Sporting Cristal · Perú | 1.ª           | 2019          | 0  | 0 | 1 | 0 | — | — | 1  | 0 |
| Sporting Cristal · Perú | 1.ª           | 2020          | 1  | 0 | — | — | — | — | 1  | 0 |
| Carlos A. Mannucci · Perú | 1.ª           | 2021          | 19 | 1 | 5 | 0 | 0 | 0 | 24 | 1 |
| Carlos A. Mannucci · Perú | Total club    | Total club    | 19 | 1 | 5 | 0 | 0 | 0 | 24 | 1 |
| Sporting Cristal · Perú | 1.ª           | 2022          | 23 | 3 | — | — | 1 | 0 | 24 | 3 |
| Sporting Cristal · Perú | 1.ª           | 2023          | 22 | 1 | — | — | 8 | 0 | 30 | 1 |
| Sporting Cristal · Perú | Total club    | Total club    | 46 | 4 | 1 | 0 | 9 | 0 | 56 | 4 |
| Sport Boys · Perú | 1.ª           | 2024          | 5  | 0 | — | — | — | — | 5  | 0 |
| Sport Boys · Perú | Total club    | Total club    | 5  | 0 | 0 | 0 | 0 | 0 | 5  | 0 |
| Total carrera | Total carrera | Total carrera | 70 | 5 | 6 | 0 | 9 | 0 | 85 | 5 |
| (1) Incluye datos de Copa Bicentenario. (2) Incluye datos de Copa Libertadores y Copa Sudamericana. (3) No incluye goles en partidos amistosos. |               |               |    |   |   |   |   |   |    |   |

### Resumen estadístico
| Competición              | Partidos | Goles |
| ------------------------ | -------- | ----- |
| Primera División de Perú | 70       | 5     |
| Copa Bicentenario        | 6        | 0     |
| Copa Libertadores        | 8        | 0     |
| Copa Sudamericana        | 1        | 0     |
| Selección sub-23         | 3        | 0     |
| Total                    | 88       | 5     |

### Participaciones en competiciones internacionales
| Torneo                        | Club                      | Resultado        |
| ----------------------------- | ------------------------- | ---------------- |
| Copa Libertadores 2019        | Sporting Cristal          | Fase de grupos   |
| Copa Sudamericana 2019        | Sporting Cristal          | Octavos de final |
| Copa Libertadores Sub-20 2020 | Reservas Sporting Cristal | Fase de grupos   |
| Copa Sudamericana 2021        | Carlos A. Mannucci        | Fase preliminar  |
| Copa Libertadores 2022        | Sporting Cristal          | Fase de grupos   |
| Copa Libertadores 2023        | Sporting Cristal          | Fase de grupos   |
| Copa Sudamericana 2023        | Sporting Cristal          | Octavos de final |

## Palmarés

### Campeonatos nacionales
| Título                    | Equipo           | País | Año  |
| ------------------------- | ---------------- | ---- | ---- |
| Primera División del Perú | Sporting Cristal | Perú | 2020 |